# Gaultheria pyrolifolia
Gaultheria pyrolifolia är en ljungväxtart som beskrevs av J. D. Hooker och C. B. Cl. Gaultheria pyrolifolia ingår i släktet Gaultheria och familjen ljungväxter. Inga underarter finns listade i Catalogue of Life.